# Йоахим Франк
Йоахим Франк (на немски: Joachim Frank) е германско-американски биофизик.
Роден е на 12 септември 1940 година в Зиген. През 1963 година завършва физика във Фрайбургския университет, след което получава магистърска степен в Лудвиг Максимилиан университет (1967) и докторска степен в Техническия университет Мюнхен (1970). През следващите години работи в различни американски и европейски научни институции, като изследванията му са в областта на структурната биология. През 2017 година получава Нобелова награда за химия, заедно с Жак Дюбоше и Ричард Хендерсън за създаването на криоелектронната микроскопия.